# 扁果毛茛
扁果毛茛（学名：Ranunculus regelianus）为毛茛科毛茛属下的一个种。

## 扩展阅读
- 維基物種上的相關：扁果毛茛